# Gloria Dea
Gloria Metzner, connue sous son nom de scène Gloria Dea, née le 25 août 1922 et morte le 18 mars 2023, est une actrice, danseuse, artiste et prestidigitatrice américaine. Elle apparaît dans plusieurs films de la période du Cinéma hollywoodien classique, et est la première femme prestidigitatrice à s'être produite à Las Vegas.

## Biographie
Gloria Dea se produit très jeune dans des spectacles de prestidigitation. Elle commence sa carrière professionnelle en tant que danseuse, et apparaît dans plusieurs films de la période du Cinéma hollywoodien classique.
Elle est connue comme étant la première femme prestidigitatrice à s'être produite sur le strip de Las Vegas,,. Elle fait partie des membres fondateur de l'American Guild of Variety Artists en 1954.

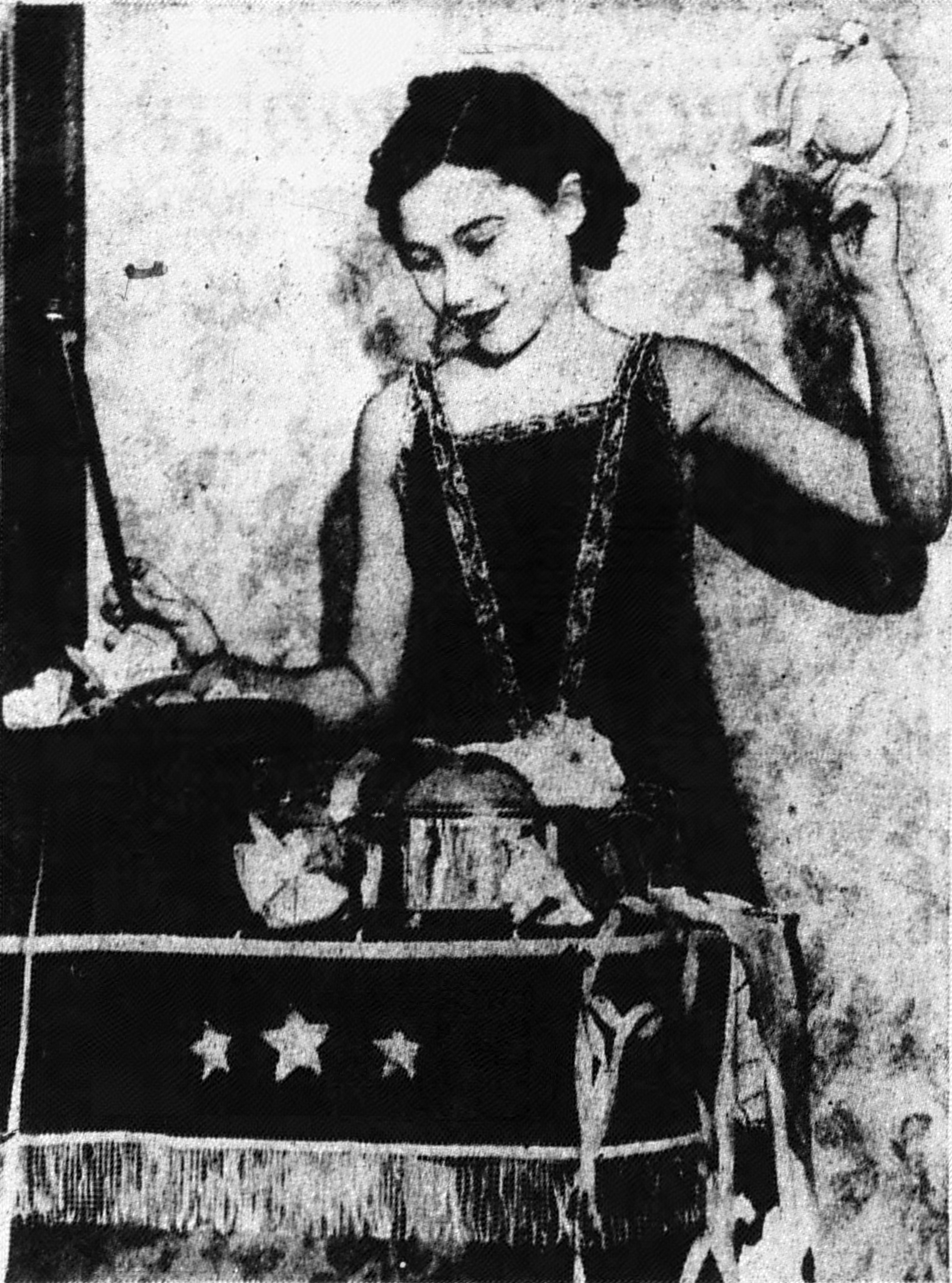
Gloria lors d'un spectacle.

## Filmographie
- 1944 : L'Odyssée du docteur Wassell : la nurse
- 1945 : Délicieusement dangereuse (Delightfully Dangerous) : une danseuse
- 1945 : Mexicana : une danseuse
- 1952 : King of the Congo : princesse Pha
- 1952 : L'Ivresse et l'Amour (Something to Live For) : l'esclave
- 1955 : Le Fils prodigue (Prodigal) : Faradine
- 1955 : Le Renard des océans : Señorita
- 1956 : Le Tour du monde en quatre-vingts jours (Around the World in 80 Days)
- 1957 : Plan 9 from Outer Space '